# Biomechanika

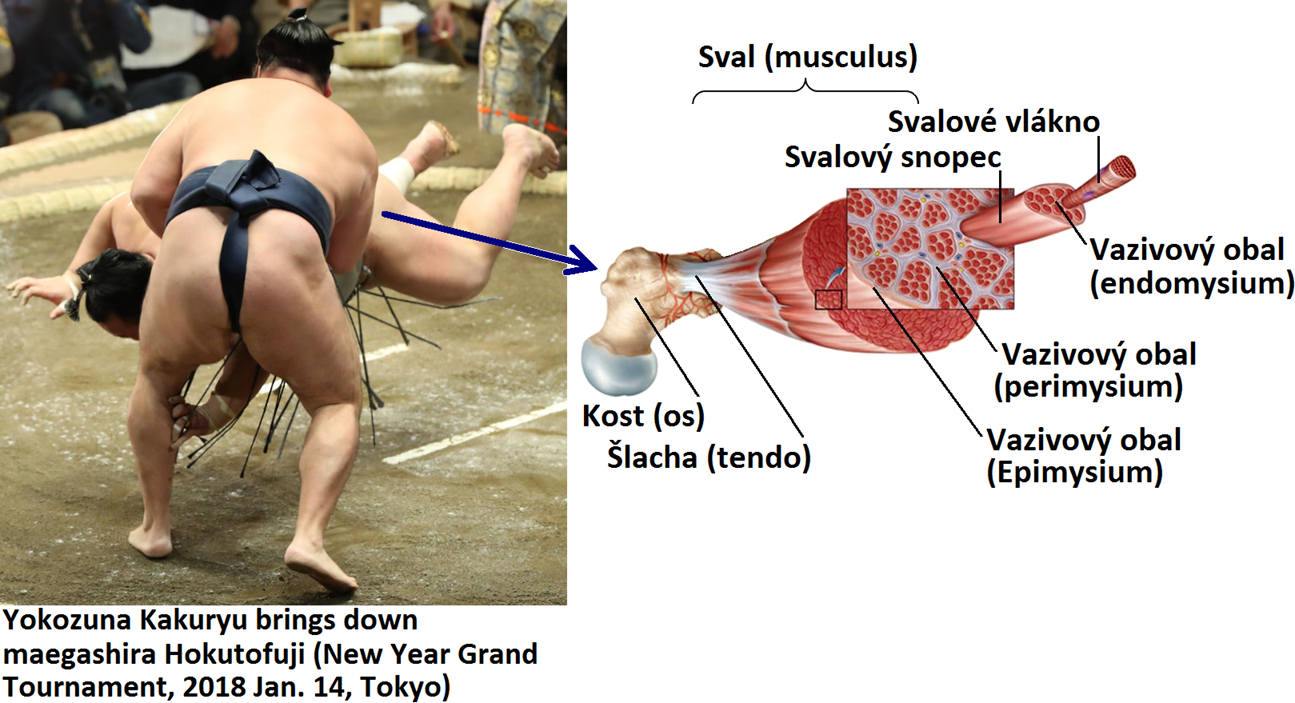
Vztah silového sportu (Sumó) s biomechanikou, anatomií, fyziologií ... - Pád soupeře vlivem vzájemného silového působení těles (těl).

Biomechanika je interdisciplinární obor zkoumající mechaniku těles, které mají přímou spojitost či aplikaci s živými organismy či jejich částmi.

## Úvod a definice

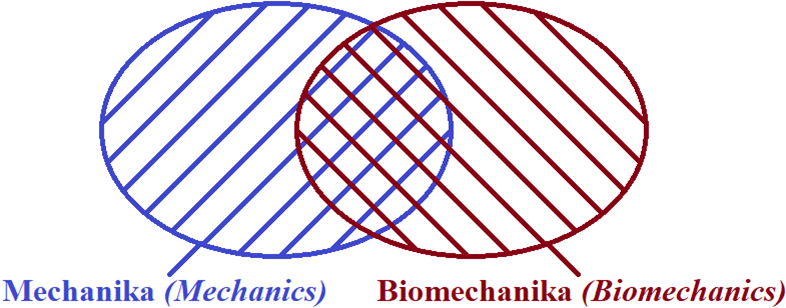
Grafické znázornění vztahu mezi mechanikou a biomechanikou.

Biomechanika je multioborovým odvětvím mechaniky nebo také multioborovým odvětvím biofyziky. Neexistuje jednoznačná definice biomechaniky.
Biomechanika je interdisciplinární obor zkoumající mechaniku těles, které mají přímou spojitost či aplikaci s živými organismy či jejich částmi. Nebo, Biomechanika je mechanika, která se aplikuje v biologii nebo biologie, která se aplikuje v mechanice. Nebo filosoficky: „Biomechanika je sňatek přírody s technikou“.
Jiná definice může být taková. Biomechanika je oborem mechaniky, který se zabývá studiem mechanických vlastností biologických objektů na všech úrovních. Tedy biomechanika může studovat např. mechanické vlastnosti buněčné membrány nebo cytoskeletu, nebo mechanické vlastnosti kostí a svalů či pohyb živého organismu.
Interdisciplinárnost biomechaniky spočívá v integraci metodických a poznatkových prostředků z klasických oborů (mechanika, matematika, nauka o materiálu, experimenty, morfologie, fysiologie, fyzika, lékařství, kybernetika, chemie, technika, ergonomie …), tak v šíři aplikačních směrů (lékařské obory, technické obory, společenské obory, přírodní vědy, zemědělské obory, ekologie, sport, kriminalistika, paleontologie …).
Řecké slovo bios (βίος), které je základem slova biomechanika, znamená život.
Zákony mechaniky/biomechaniky jsou přirozenou součástí vesmíru a světa kolem nás. Úkolem člověka je zákony mechaniky/biomechaniky zkoumat, objevovat a aplikovat. Nicméně, znalost základů mechaniky je významným krokem k pochopení biomechaniky. Lze také říci, že biomechanika a mechanika (a samozřejmě i další vědy) si vzájemně dávají nové impulsy dalšího rozvoje.
Souvislost biomechaniky s biomedicínským inženýrstvím je zřejmá.

## Členění biomechaniky
Biomechaniku lze dělit různými způsoby. Např. na biomechaniku fauny (člověka, zvířat), biomechaniku flory, biomechaniku hub aj., nebo na biomechaniku nebuněčných, jednobuněčných či mnohobuněčných tvorů. Dalším pohledem (podle délkového měřítka) může být makrobiomechanika, mikrobiomechanika (rozměry ~10−6 m) a nanobiomechanika (rozměry ~10−9 m). Populární jsou také forenzní biomechanika (aplikace pro potřeby orgánů činných v trestním řízení např. biomechanika způsobu zranění, analýza tvaru krevních stop …) lékařská biomechanika, biomechanika úrazů, sportovní biomechanika, bioengineering, biomateriály, biotechnologie, biometrie (zkoumání proměnlivosti organismů), biopotraviny, atd.
V lékařské praxi nachází biomechanika využití zejména v souvislosti s náhradami kloubů, protetickou technikou, implantátů a aparátů pro léčbu zlomenin, chirurgií, zobrazovací technikou (CT, rtg., MRI), rehabilitací, zkoumání proudění při látkové výměně či procesu hojení atd.
Rozdělení teoretické/aplikované biomechaniky není (a ani nebude) plně standardizované a ohraničené, užití přívlastku podléhá více méně aktuální potřebě, např. uromechanika (souvislost s močí), hemomechanika (souvislost s krví), implantologie (implantáty lidí a zvířat), biomateriály, bionika (uplatňování poznatků ze studia živých organismů a jejich struktur při vývoji nových technologií) paleobiomechanika (např. pohyb vyhynulých zvířat), nebo biorobotika, bioinformatika, biotechnologie, biomechanismy, biosenzory, biokybernetika, biointeligence aj.
Rozlišován je v rámci divadelní teorie také přístup herecké biomechaniky coby metoda ruského teoretika Mejercholda, oponenta Stanislavského.

## Etický princip biomechaniky
Biomechanika ve své aplikační části však musí být v souladu s pravidly bioetiky, což znamená neuškodit člověku/pacientovi „benefice a non-malefice“ (užitek a neublížit). Zde je tedy výrazná podobnost s lékařskou etikou.

## Cíl biomechaniky
Cílem biomechaniky je objevit, porozumět, aplikovat a využívat poznatků tohoto oboru v biomechanice a jiných odvětvích vědy a techniky za účelem zkvalitnění a zefektivnění lidské činnosti.

## Stručně o historii biomechaniky
Historii biomechaniky nelze pevně oddělit od historie mechaniky, lékařství, anatomie, fyziologie, přírodovědy, techniky, ekonomie, politiky aj. věd.

## Aplikace biomechaniky
Principy biomechaniky jsou uplatňovány například i při vypočítáváni velikosti a hmotnosti největších známých obratlovců, kytovců a sauropodních dinosaurů. U suchozemských dinosaurů je biomechanický hmotnostní limit stanoven na více na 100 000 kg (100 metrických tun).

Příklady biomechaniky v praxi uvedené v referenci

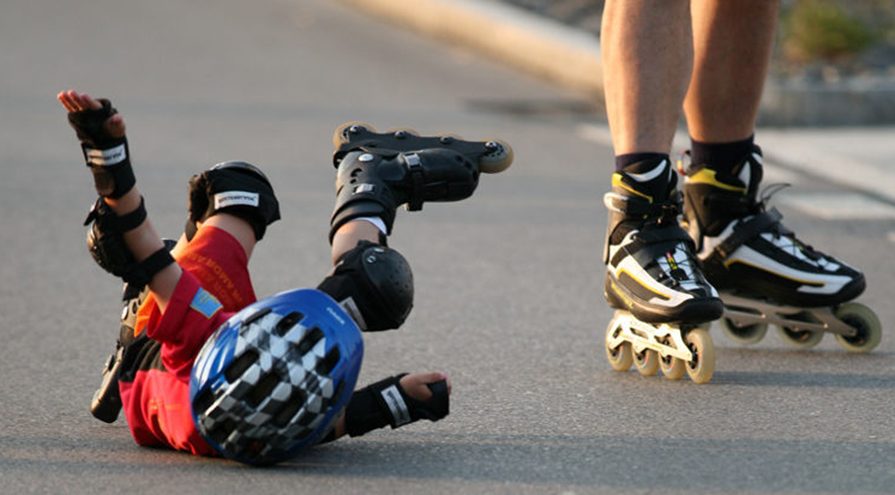
Pád jako důsledek labilní rovnovážné polohy člověka na kolečkových bruslích.
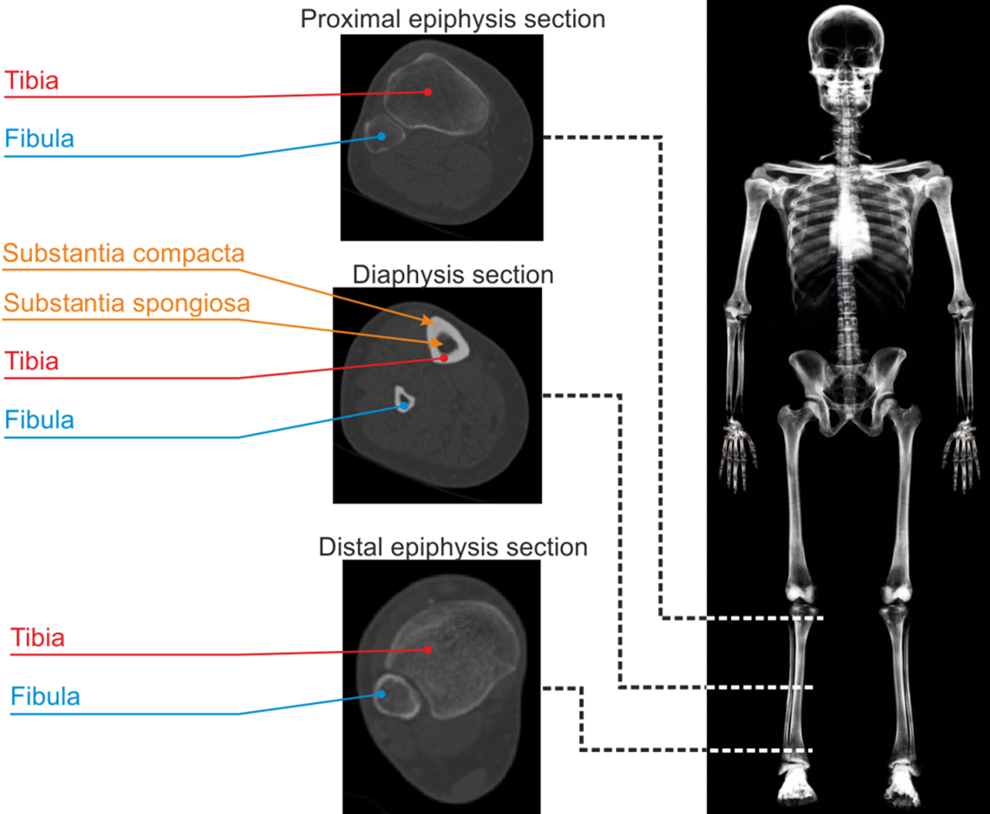
Nehomogenní materiál, lidská tibie (zpracování CT snímků, separace kostní tkáně od měkkých tkání, tvorba CAD/MKP modelu v sw MIMICS a získané rozložení modulu pružnosti)
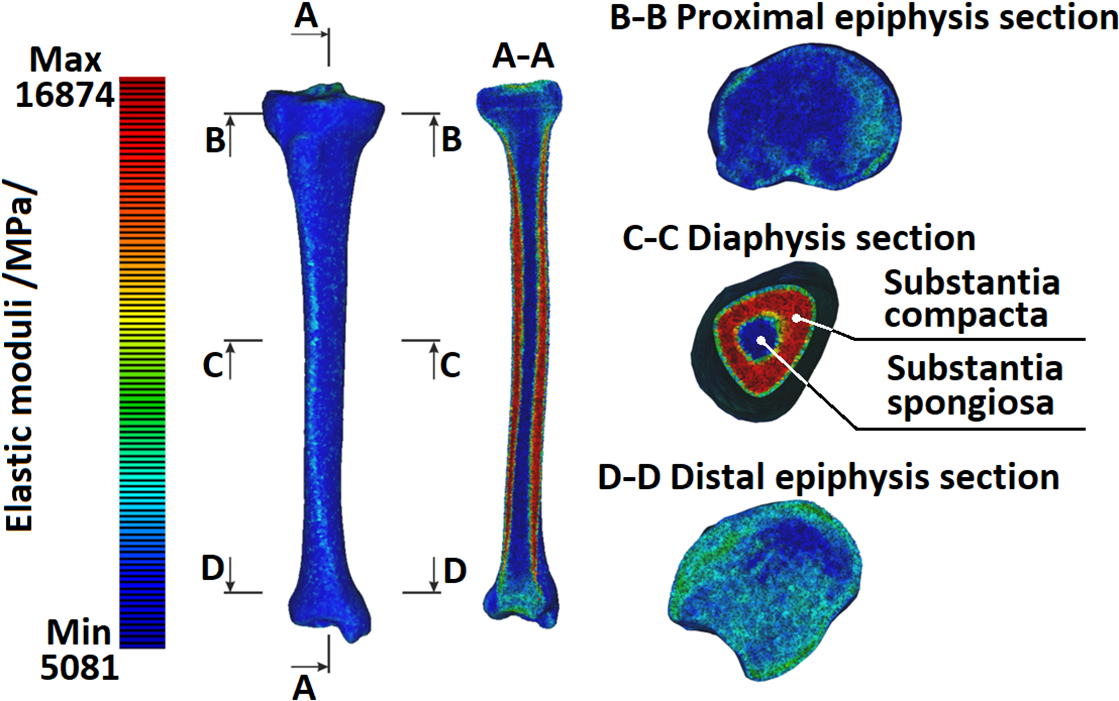
Nehomogenní materiál, lidská tibie (zpracování CT snímků, separace kostní tkáně od měkkých tkání, tvorba CAD/MKP modelu v sw MIMICS a získané rozložení modulu pružnosti)
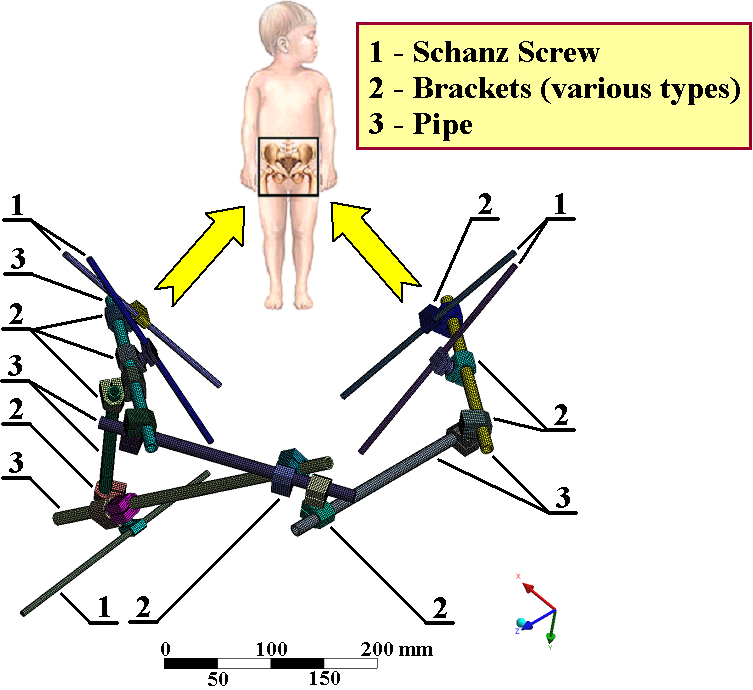
Zevní fixátor pro léčbu komplikovaných zlomenin pánve a acetabula 1 -Schanzovy šrouby, 2 - držáky, 3 - trubky.
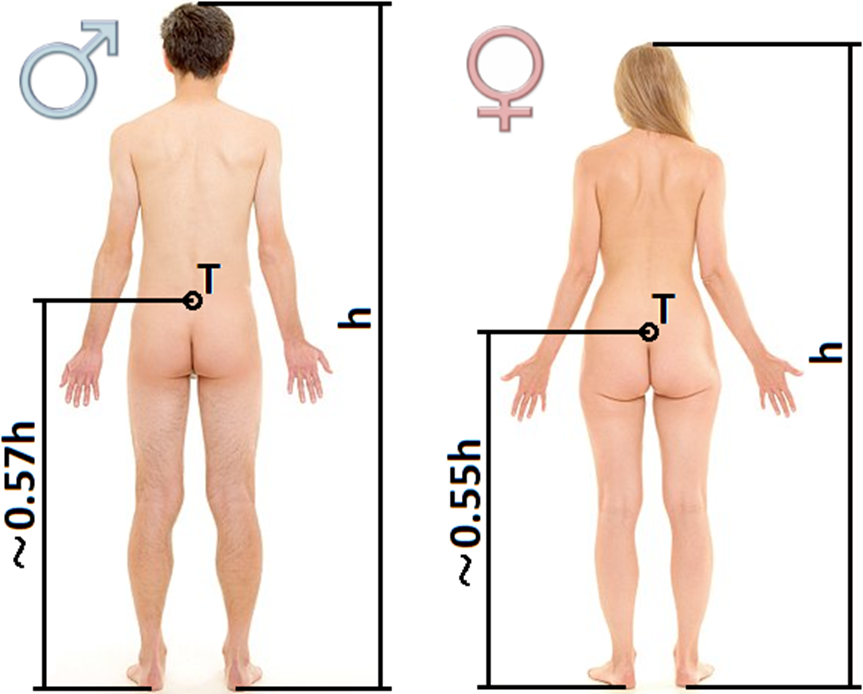
Poloha těžiště člověka v závislosti na jeho výšce (základní anatomický postoj)
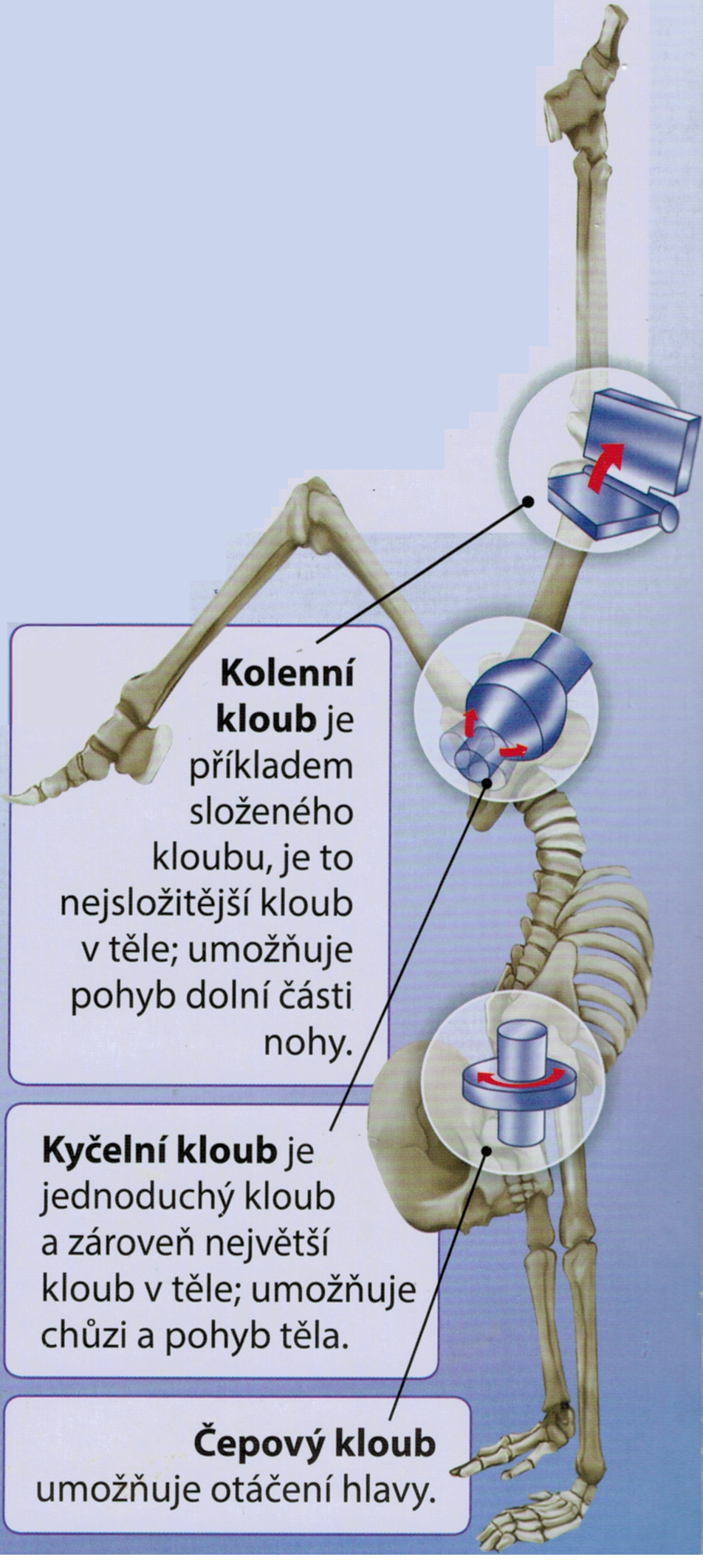
Podobnost mechaniky a biomechaniky (klouby člověka).
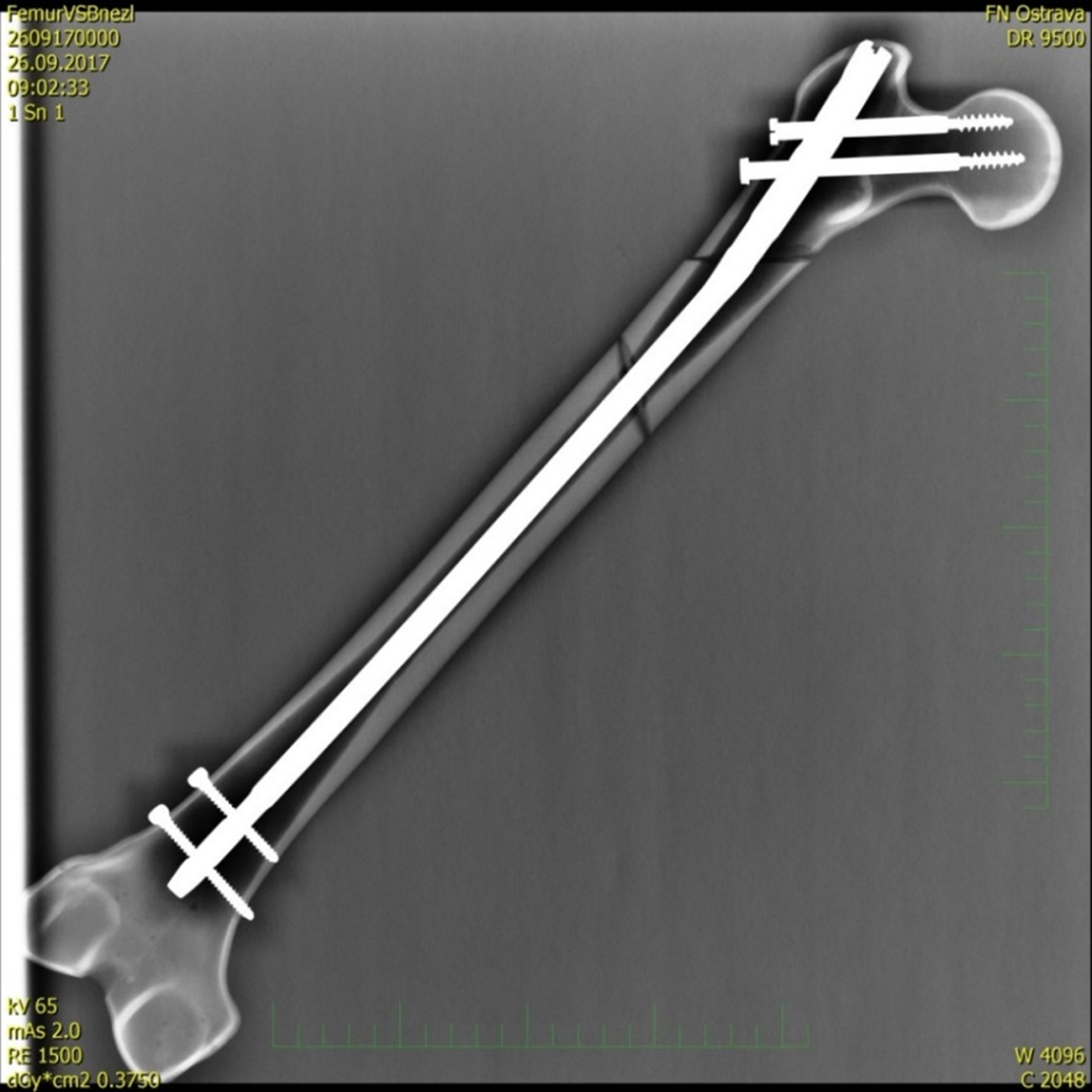
Příklad využití vnitřní fixace při osteosyntéze (rtg. snímek - subtrochanterická liniová zlomenina femuru s aplikací intramedulárního hřebu v umělé kosti resp. subtrochanterická zlomenina s interfragmentem resp. tříštivá zlomenina proximálního femuru).

Další příklady

Animace studie koně s jezdcem v pohybu z r. 1878 od Eadwearda Muybridge.
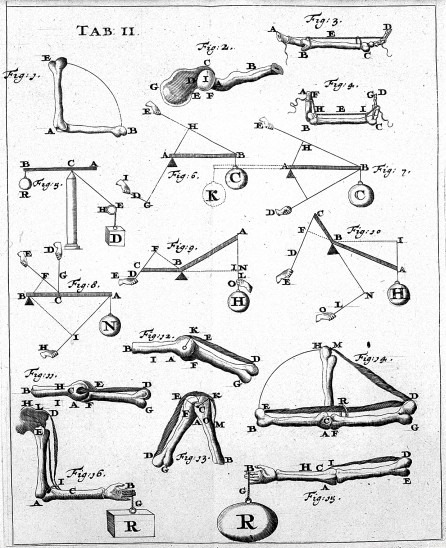
Ukázka z knihy "De motu animalium"  (Giovanni Alfonso Borelli)
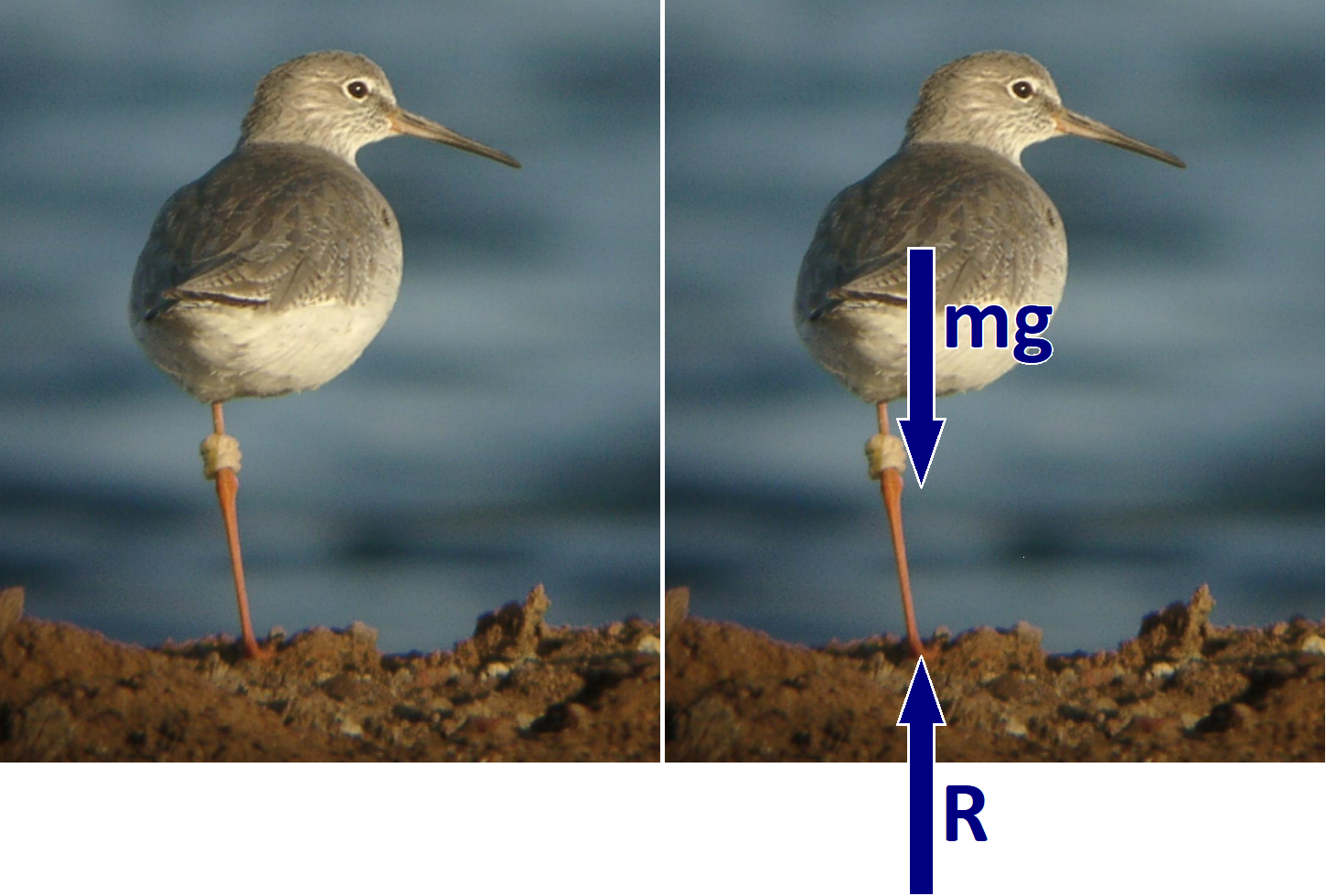
Vodouš rudonohý - základní jednoduchý silový rozbor stoje na jedné noze.
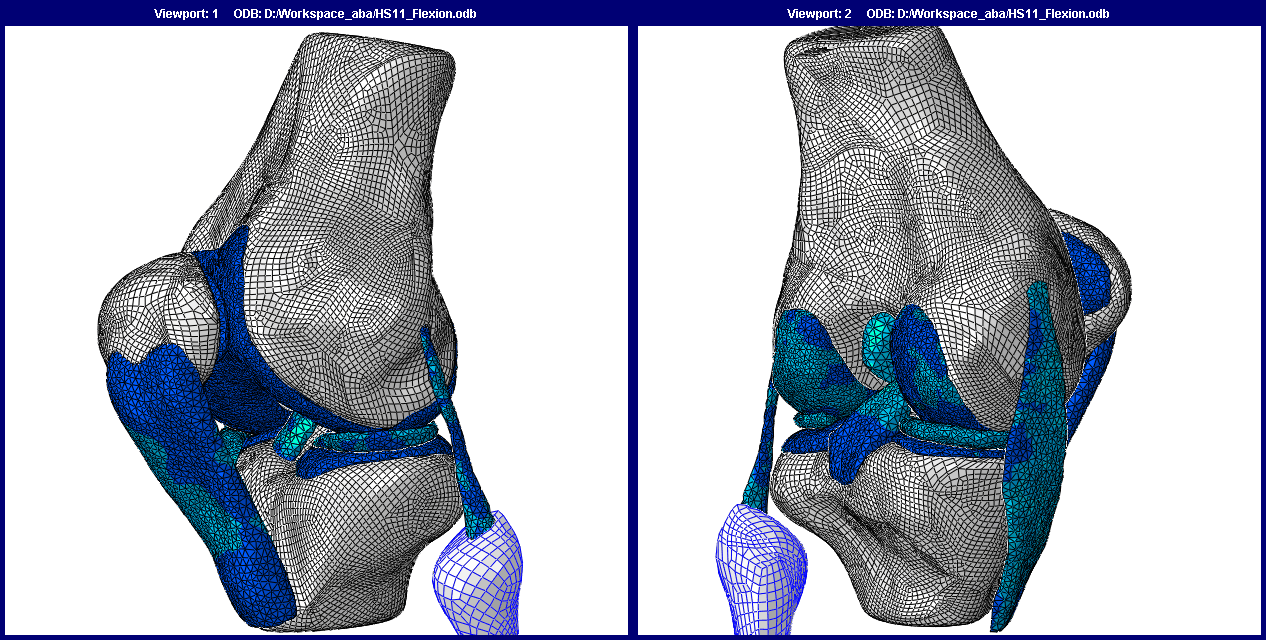
Metoda konečných prvků - kolenní kloub (Articulatio genus) člověka
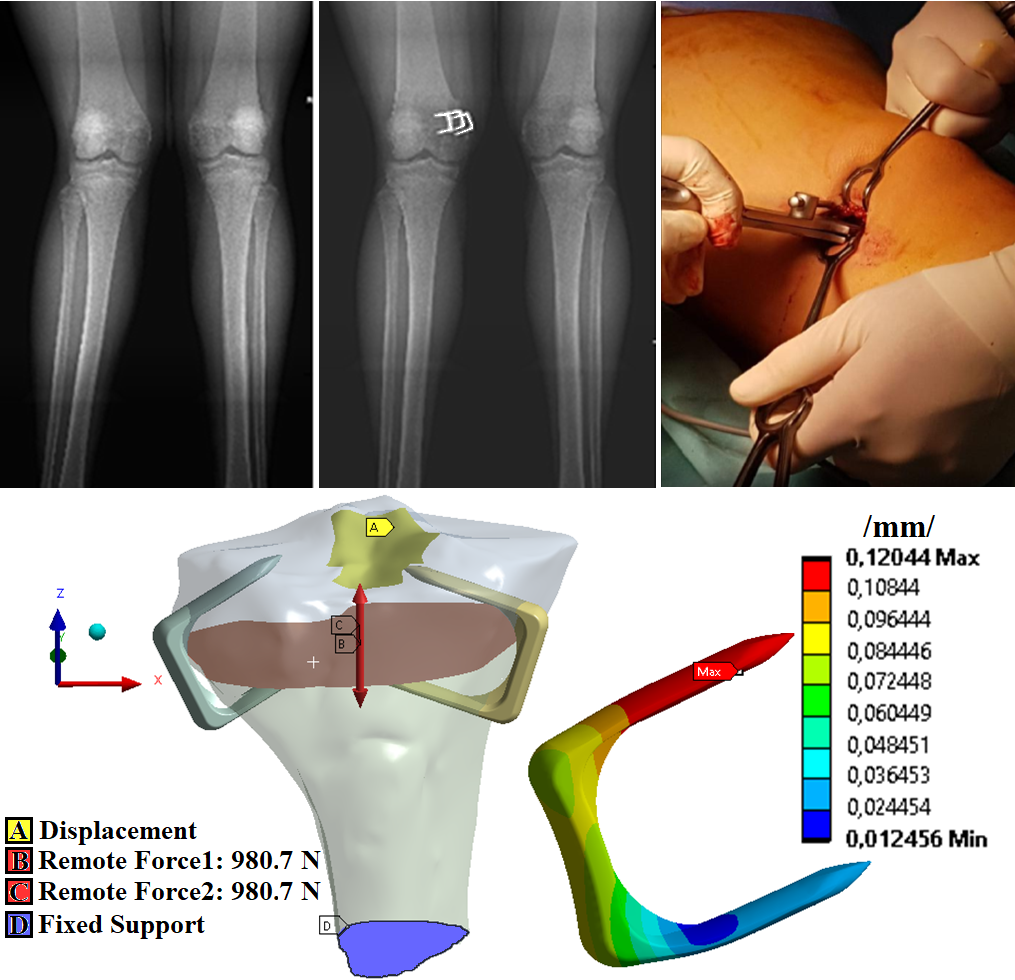
Epifýzeodeze kolenních kloubů (Blountova metoda) sloužící k zástavě růstu fixací růstové ploténky kovovými svorkami (skobičkami) a která se užívá k vyrovnání nestejného růstu délky končetin. RTG snímek, ortopedický výkon a biomechanika (MKP, deformace skobiček)
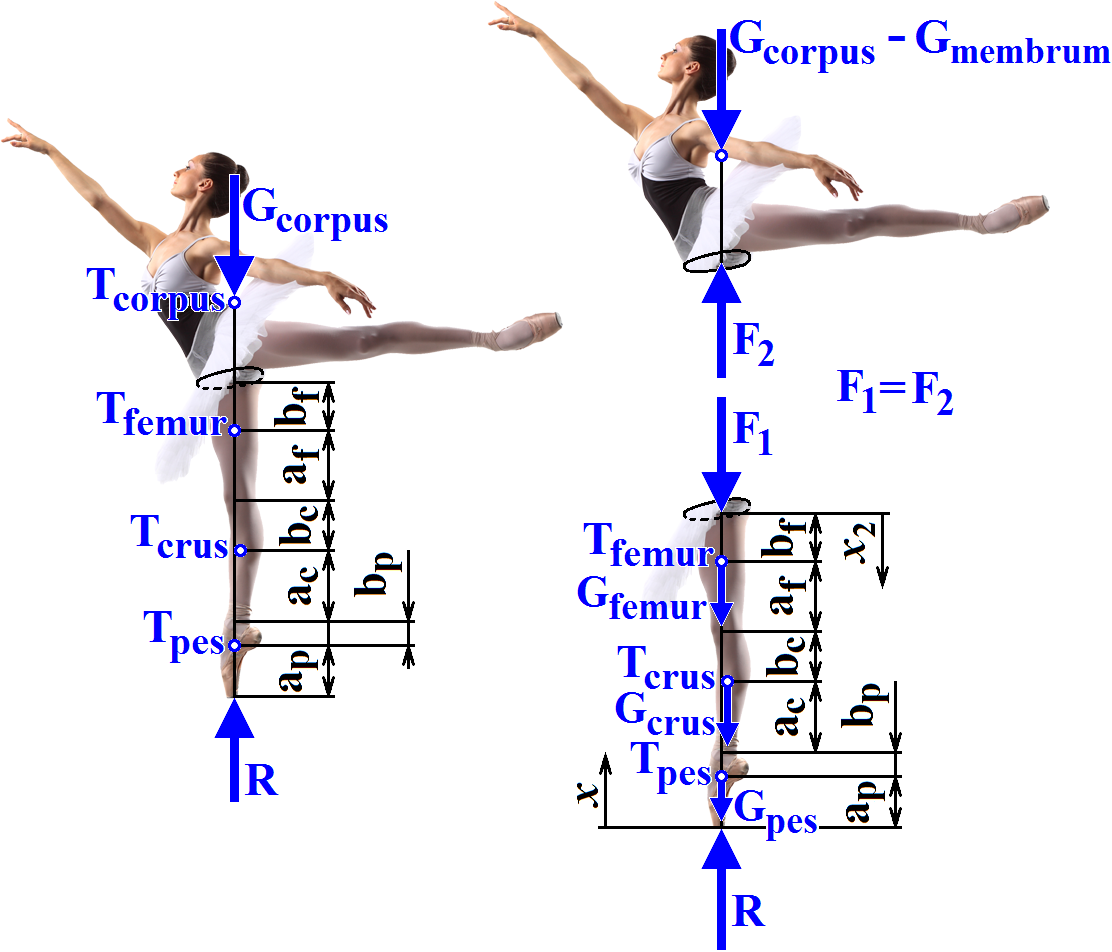
Baletka ve stoji na špičkách (En pointe). Biomechanika - aplikace metody myšleného řezu a zjednodušený statický silový rozbor v dolní končetině.